# شاهدخت بئاتریس یورک
شاهدخت بئاتریس یورک (بئاتریس الیزابت مری؛ زاده ۸ اوت ۱۹۸۸) فرزند اول شاهزاده اندرو، دوک یورک و سارا، دوشس یورک است. او در لیست سلطنت بریتانیا وقلمروهای همسود نفر نهم و سومین شخص مونث است.